# Brigade spécialisée de terrain
Pour les articles homonymes, voir BST.
Vous pouvez aider à l'améliorer ou bien discuter des problèmes sur sa page de discussion.
- Il n’est pas rédigé dans un style encyclopédique. (Marqué depuis mars 2025)
- Il est à actualiser. Certains passages sont obsolètes ou annoncent des événements désormais passés. (Marqué depuis mars 2025)

En France, les Brigades territoriales de contact (BTC), anciennement « UTeQ » (Unités TErritoriales de Quartier) puis « BST » (Brigades Spécialisées de Terrain), sont des unités de la Direction nationale de la sécurité publique (DCSP) de la police nationale. Elles étaient parfois présentées comme une nouvelle version de la police de proximité.
Les UTeQ étaient implantées en milieu urbain et travaillaient en milieux sensibles, implantées dans les quartiers sensibles, pour des missions qui se faisaient plutôt de façon pédestre. Elles avaient une vocation de police générale sur leur zone d'attribution et étaient susceptibles de conduire des actions répressives si nécessaire mais on attendait surtout d'elles qu'elles fassent remonter l’information du terrain avec l’objectif de renouer le contact avec la population.
Elles faisaient partie d'un dispositif de lutte contre les violences urbaines qui comprend également les Compagnies de sécurisation. Bien qu'il ait annoncé leur quasi-doublement le 24 juin 2010, le ministre de l'Intérieur, Brice Hortefeux, a annoncé le 17 août 2010 la suppression des UTeQ et leur remplacement par des brigades spécialisées de terrain (BST) plus musclées. 
Les actuelles UTeQ deviennent des BST qui s'en différencieront par le fait que ce ne seront pas des «policiers d'ambiance ou des éducateurs sociaux» ni des «grands frères inopérants en chemisette qui font partie du paysage», a précisé le ministre. Ainsi disparaît leur assimilation à une certaine police de proximité, le ministre préférant les termes de policiers de « terrain », en soulignant cependant qu'il s'agit d'une évolution et non d'une suppression. Elles sont à nouveau renommées en 2017 en BTC (Brigades Territoriales de Contact).

## Histoire
Les trois premières UTeQ ont été implantées en avril 2008 (leur formation a débuté le 28 mars 2008[réf. nécessaire]) en Seine-Saint-Denis pour couvrir les quartiers du Chêne-Pointu, du Bois du temple et des Bosquets à Clichy-Montfermeil, le Franc-Moisin-Bel Air à Saint-Denis, et la cité des 4000 à La Courneuve. L'effectif théorique total serait de 60 policiers.
Elles sont soutenues par la nouvelle Compagnie de sécurisation de Seine-Saint-Denis : la CS-93 (située à Bobigny pour le moment). Cependant, la CS-93 n'est apparue qu'en septembre 2008. Les mois qui ont précédé, les UTeQ ont été appuyées principalement par la CDI-93, les UMS-93.
En juillet 2009, 24 UTeQ avaient été mises en place en France. 26 supplémentaires étaient attendues d'ici fin 2009. D'ici 2011 il était prévu 100 UTeQ.[réf. nécessaire]. Leur remplacement par les BST en 2010 serait consécutif d'un audit des 34 UTeQ existantes fin 2009. Les deux premières BST ont vu le jour à Toulon et Perpignan à l'automne 2010.
En 2017, les BST voient leur nom changer en BTC (Brigades Territoriales de Contact) dans le cadre de la politique de police de sécurité du quotidien (PSQ) voulue par Emmanuel Macron et le ministre de l'Intérieur de l'époque, Gérard Collomb.
Selon Sébastien Durand, directeur départemental de la sécurité de proximité dans le Val-de-Marne, "Leur mission consiste à répondre aux doléances des citoyens qui nous parviennent grâce à une cellule d'écoute qui épluche les courriers, les appels et les courriels que nous reçevons", pour qui ces unités qui arpentent leurs secteurs à pied, à VTT ou en voiture sont une "source précieuse de renseignements opérationnels".

## Structure

### Qualification du personnel
Les fonctionnaires de Police travaillant en UTeQ ont reçu plusieurs formations afin d'être préparés aux situations en quartier difficile.
- la formation IQD (Intervention en quartier difficile), consistant majoritairement en un travail de rétablissement de l'ordre public.

- l'habilitation à la plupart des armes à létalité réduite en dotation dans la Police nationale :

- (anciennement) utilisation du lanceur de balle de défense Flash-Ball Cal. 44/83 avec munition à balle en caoutchouc souple fabriqué par la société Verney-Carron.
- utilisation du lanceur de balle de défense, calibre 40x46mm, avec munition à balle en caoutchouc fabriqué par la société Brügger & Thomet.

Les BTC sont constituées de «fonctionnaires expérimentés, travaillant en tenue d'intervention», de façon plus musclée que les UTeQ. Ils reçoivent une formation spécifique de trois semaines pour les mettre en mesure d'avoir une «action ciblée dans le temps en s'inspirant de l'emploi du temps des délinquants» et de la délocalisation éventuelle de leurs activités.

### Localisation
Chaque BTC est basée dans un commissariat central de Police ou un hôtel de police, à l'exception de la BTC de Saint-Denis qui est basée sur le commissariat subdivisionnaire de La Plaine Saint-Denis. Elle est commandée par un gradé du corps d'encadrement et d'application (brigadier-chef ou major. La BTC est composée de fonctionnaires de Police en tenue, volontaires.
- BTC Paris (75) Belleville, Les Halles, Champs-Elysées, Gare du Nord/Gare de l'Est (une BST pour chacun de ces secteurs).
- GSQ Le Havre, Seine-Maritime (76) : Quartier Mont-Gaillard, La Mare Rouge, Caucriauville, Aristide Briand
- GSQ Rouen, Seine-Maritime (76) : Le Plateau : La Grand Mare, Lombardie, Châtelet, Les Sapins
- BST Combs-la-Ville, Seine-et-Marne (77) : "La Thérouanne, les Aulnes et Icare"
- BST Meaux, Seine-et-Marne (77)
- BST Mantes-la-Jolie, Yvelines (78)
- BST Sartrouville, Yvelines (78)
- BST Corbeil-Essonnes, Essonne (91)
- BST Juvisy sur Orge, Essonne (91)
- BST Aubervilliers, Seine-Saint-Denis (93)
- BTC Pantin, Seine-Saint-Denis (93)
- BTC Asnières-sur-Seine, Colombes, Gennevilliers, Hauts-de-Seine (92) : nommée "Districale" car gère trois communes

- BTC Clichy, Hauts-de-Seine (92)
- BTC Nanterre, Hauts-de-Seine (92) : "Pablo Picasso"
- BTC Clichy-sous-Bois/Montfermeil, Seine-Saint-Denis (93)
- BTC La Courneuve, Seine-Saint-Denis (93) : "Les 4000"
- BTC Saint-Ouen-sur-Seine, Seine-Saint-Denis (93)
- BTC Saint-Denis, Seine-Saint-Denis (93) : "Franc-Moisin"
- BTC Aulnay-sous-Bois Sevran, Seine-Saint-Denis (93) : "Cité Emmaus, Gros-saule, 1000-1000, Beaudottes, Cité Basse et Rougemont"
- BTC Orly, Val-de-Marne (94) : "Les Aviateurs, Navigateurs"
- BTC Champigny-sur-Marne ,Chennevières-sur-Marne, Val-de-Marne (94) : "Bois l'Abbé"
- BTC Ivry-sur-Seine, Val-de-Marne (94)